# Poznań Plewiska
Poznań Plewiska – zlikwidowany w 1997 roku przystanek kolejowy na granicy Plewisk i Poznania (Osiedle Kwiatowe), w województwie wielkopolskim, w Polsce.